# Dexter Blackstock
Dexter Anthony Titus Blackstock (* 20. Mai 1986 in Oxford) ist ein ehemaliger englischer Fußballspieler, der unter anderem für die Queens Park Rangers und Nottingham Forest aktiv war.
Blackstock war zudem Nationalspieler von Antigua und Barbuda.

## Sportlicher Werdegang

### FC Southampton
Dexter Blackstock durchlief die Jugendmannschaften seines Heimatvereins Oxford United, bevor er 2003 zum FC Southampton wechselte. Nachdem er bei seinem neuen Verein einen unerwartet guten Einstand gefeiert hatte, entschied sich die Vereinsführung ihn trotzdem zunächst für drei Monate an Plymouth Argyle und dann für zwei Monate an Derby County auszuleihen.

### Queens Park Rangers
Da sich Blackstock bei seiner Rückkehr zum FC Southampton keinen Stammplatz erspielen konnte, wechselte er im August 2006 für ca. 500.000 Pfund zu den Queens Park Rangers nach London. In seiner neuen Mannschaft konnte sich Blackstock schnell als Stammspieler profilieren. Ihm gelangen in der ersten Saison 14 Treffer und er erreichte damit Platz 1 in der vereinsinternen Torjägerliste. 2007 wurde Blackstock aufgrund seiner guten Leistungen vom Trainer der englischen U-21-Auswahl Stuart Pearce in die Nationalmannschaft berufen. Die Saison 2007/08 verlief für Blackstock weniger erfolgreich als die vorherige Saison und er kam am Saisonende nur auf sechs Tore. In der Saison 2008/09 fand er dafür umso besser zu seiner alten Form zurück und erzielte bereits bis Ende Januar 2009 zwölf Tore in Pokal und Liga.

### Nottingham Forest
Im März erfolgte sein Wechsel auf Leihbasis zum Zweitliga-Aufsteiger Nottingham Forest. Bis Saisonende überzeugte Blackstock die Forest-Verantwortlichen von seinen Fähigkeiten, indem er in 6 Spielen 2 Tore erzielte und damit zum Klassenerhalt seiner neuen Mannschaft beitrug. Wie erwartet unterschrieb er im Juli 2009 einen 4-Jahres-Vertrag und wechselte für eine siebenstellige Ablösesumme zu Nottingham Forest. In der Football League Championship 2009/10 erzielte Dexter Blackstock für Nottingham in 41 Ligaspielen 13 Tore und avancierte damit zum zweitbesten Torschützen seiner Mannschaft hinter Robert Earnshaw (34 Spiele/17 Tore). Nach sehr guten Leistungen speziell in der Mitte der Spielzeit, konnte Blackstock seine gute Trefferquote gegen Ende der Saison nicht mehr konservieren. Seine Mannschaft erreichte nach einem dritten Tabellenplatz in der regulären Saison, den Einzug in die erste Play-off-Runde. Dort scheiterte Forest jedoch in zwei Spielen am FC Blackpool und verpasste damit den Aufstieg in die Premier League. Nach einem guten Start in die Saison 2010/11 verletzte sich Blackstock am 20. November 2010 im Spiel gegen Cardiff City schwer und kam bis zum Saisonende nicht mehr zum Einsatz.
Am 24. Oktober 2013 wechselte Blackstock infolge mangelnder Einsatzzeiten auf Leihbasis zum Ligarivalen Leeds United.

## England und Antigua und Barbuda
Dexter Blackstock nahm an der vom 18. bis 29. Juli 2005 andauernden U-19-Europameisterschaft in Nordirland teil. Als Tabellenzweiter hinter Frankreich zog England ins Halbfinale ein. Blackstock erzielte beim abschließenden 3:2-Gruppensieg über Norwegen sein erstes und einziges Turniertor. Im Halbfinale wartete Jugoslawien auf England und die Mannschaft um Blackstock konnte sich mit 3:1 Toren durchsetzen. Erst im Finale musste sich die englische Mannschaft Frankreich mit 1:3 geschlagen geben.
Am 29. Februar 2012 debütierte Blackstock in der Nationalmannschaft von Antigua und Barbuda.